# Samtgemeinde Nienstädt
Samtgemeinde Nienstädt er en Samtgemeinde med fire kommuner og knap 10.200 indbyggere (2013), i den vestlige/centrale del af Landkreis Schaumburg, i den nordlige del af den tyske delstat Niedersachsen. Samtgemeindens administration ligger i byen Helpsen, der ligger midt i samtgemeinden.

## Geografi
Samtgemeinde Nienstädt har fire kommuner:
(indbyggertal pr. 31. december 2011)
Samtgemeinde Nienstädt (10.278)
- Helpsen (1.936) med Kirchhorsten og Südhorsten
- Hespe (2.145) med Hiddensen, Levesen og Stemmen
- Nienstädt (4.641) med Liekwegen, Meinefeld, Sülbeck og Wackerfeld
- Seggebruch (1.556) med Alt Seggebruch, Siedlung Baum, Brummershop, Deinsen, Neu Seggebruch, Schierneichen og Tallensen-Echtorf.